# Малък Полежан
Малък Полежан (Малък Мангъртепе) е връх в Пирин планина. Намира се в северния пирински дял, на Полежанското странично било. Изграден е от гранити. Висок е 2822 метра и се нарежда сред десетте най-високи пирински върха.
Малък Полежан е разположен на скалист ръб между върховете Полежан и Джангал. От Полежан на североизток го отделя къса и плитка проходима седловина. Непосредствено до нея в източна посока е разположено най-високото езеро в нашите планини – Горното Полежанско езеро. Южно от Малък Полежан в посока Джангалска порта и връх Джангал се редуват няколко по-ниски коти с характерна форма, наречени Обидимски ушици.
Източните склонове на върха са много стръмни, затревени, със сипеи от нестабилен материал, на места отвесни и скалисти. Северозападния склон на Малък Полежан представлява масивен сипей от характерните за района плочници, чиито най-ниски части опират в Горното Газейско езеро. На югозапад от върха е вдълбан малък висящ циркус, отворен над долината на река Валявица. В западна посока от Малък Полежан започва къс рид-отклонение към съседния връх Газей.